# Halakha
Halachah eller halakha (afhængig af transskriptionen fra hebraisk: הלכה) er den rabbinsk-jødiske lovgivning.
I jødedommen er det naturligvis Guds ord, der er det vigtigste. Gud gav ifølge jødedommen Moses (og dermed det jødiske folk) Torah på Sinai bjerg. I Torah, der består af De Fem Mosebøger, findes en række love, der regnes for guddommelige. Det er imidlertid ikke altid lige let at forstå disse love. Når der fx står, at man skal komme "hviledagen i hu", hvad medfører dette så? Det er her, at rabbinerne kommer ind i billedet. Disse fortolker Guds love, og gennem århundrederne er der blevet udarbejdet adskillige værker, der udgør dele af halachah.
Halachah beskriver love i den religiøse jødes liv fra fødsel til begravelse.

## Halachisk litteratur
Der findes en omfattende litteratur om jødisk religiøs lov, der rækker tilbage til bibelsk tid. Central er naturligvis Torahen, de Fem Mosebøger, der er den jødiske "grundlov", hvorpå al senere jødisk lov er baseret. Ved siden af Torahen er der en mundtlig tradition, der traditionelt menes at gå tilbage til overrækkelsen af Torah på Sinaibjerget. Denne tradition fungerer som en fortolkning af den Skrevne Lov, altså de Fem Mosebøger.
Den mundtlige tradition blev videregivet hver generation ved mundtlig udenadslære, indtil det andet århundrede efter Kristus, hvor man begyndte at nedskrive traditionerne. Det blev dog først i begyndelsen af det tredje århundrede, at en endelig autoritativ samling blev skrevet. Denne samling kendes som Mishnah, hvis navn er dannet af roden "shin-mem-heh" (ש-נ-ה), der betyder "at gentage", hvilket relaterer til den almindelige måde at lære den mundtlige tradition, gennem gentagelser indtil man kunne dem udenad. Roden er forbundet til det arabiske "sunnah", der har en lignende betydning.
Senere blev traditioner, der ikke blev indbefattet i Mishnah, indsamlet i værket Tosefta, der er aramæisk for "tilføjelsen", som virkede som en art uddybning af de mundtlige traditioner i Mishnah. De følgende generationer tilføjede derefter kommentarer til Mishnah, hvor de relaterede til Tosefta, samt kommentarer til kommentarerne og endeligt myte-stof, hvilket tilsammen kaldtes Gemara, aramæisk for "at lære". Disse to, Mishnah og Gemara, danner tilsammen Talmud. Der er dog to talmuder, den palæstinensiske (kaldet Talmud Yerushalmi på hebraisk efter Jerusalem) og den babylonske talmud (kaldet Talmud Bavli på hebraisk efter Babylon). Af disse to følges Talmud Bavli, da den er den mest omfattende og gennemarbejdede af de to.
Talmud danner grund for al senere jødisk religiøs lov. Der er dog senere lov-samlinger, som også har afgørende betydning, men de er hver især baseret på fortolkninger af Torah og Talmud, såsom Maimonides' Mishné Tora og Josef Karos Shulchan Arukh.